# Phycoma retardens
Phycoma retardens är en fjärilsart som beskrevs av Walker 1858. Phycoma retardens ingår i släktet Phycoma och familjen nattflyn. Inga underarter finns listade i Catalogue of Life.